# Делядровски манастир
Делядровският манастир „Свети Георги“ (на македонска литературна норма: Дељадровски манастир „Свети Ѓорѓи“) е православен манастир край скопското село Делядровци, Северна Македония. Манастирът е център на Делядровско-Илинденската епархия на Македонската православна църква – Охридска архиепископия.
Манастирът е основан в XX век. Преосветен е цялостно на 6 май 2008 година от митрополит Кирил Положко-Кумановски. Манастирът има пет църкви - католиконът „Свети Георги“, „Рождество Богородично“, „Свети Архангели Михаил и Гаврил“, „Света Петка и Света Неделя“ и „Света Злата Мъгленска“. От 20 юни 2023 година, при интеграцията на Православната охридска архиепископия в Македонската православна църква, манастирът става център на Делядровско-Илинденската епархия.